# Troglohyphantes dominici
Troglohyphantes dominici este o specie de păianjeni din genul Troglohyphantes, familia Linyphiidae, descrisă de Pesarini, 1988.
Este endemică în Italia. Conform Catalogue of Life specia Troglohyphantes dominici nu are subspecii cunoscute.